# Universidade de Talca
A Universidade de Talca (em castelhano:  Universidad de Talca ou UTalca - Utal) é uma universidade estadual chilena localizada na cidade de Talca, região de Maule. Foi fundada em 6 de junho de 1981.
É a quinta maior universidade do Chile de acordo com a classificação do CSIC, e figura na posição 71ª da América Latina, segundo o ranking QS World University.

## Organização
- Faculdade de Ciências Agrárias
- Faculdade de Ciências da Saúde

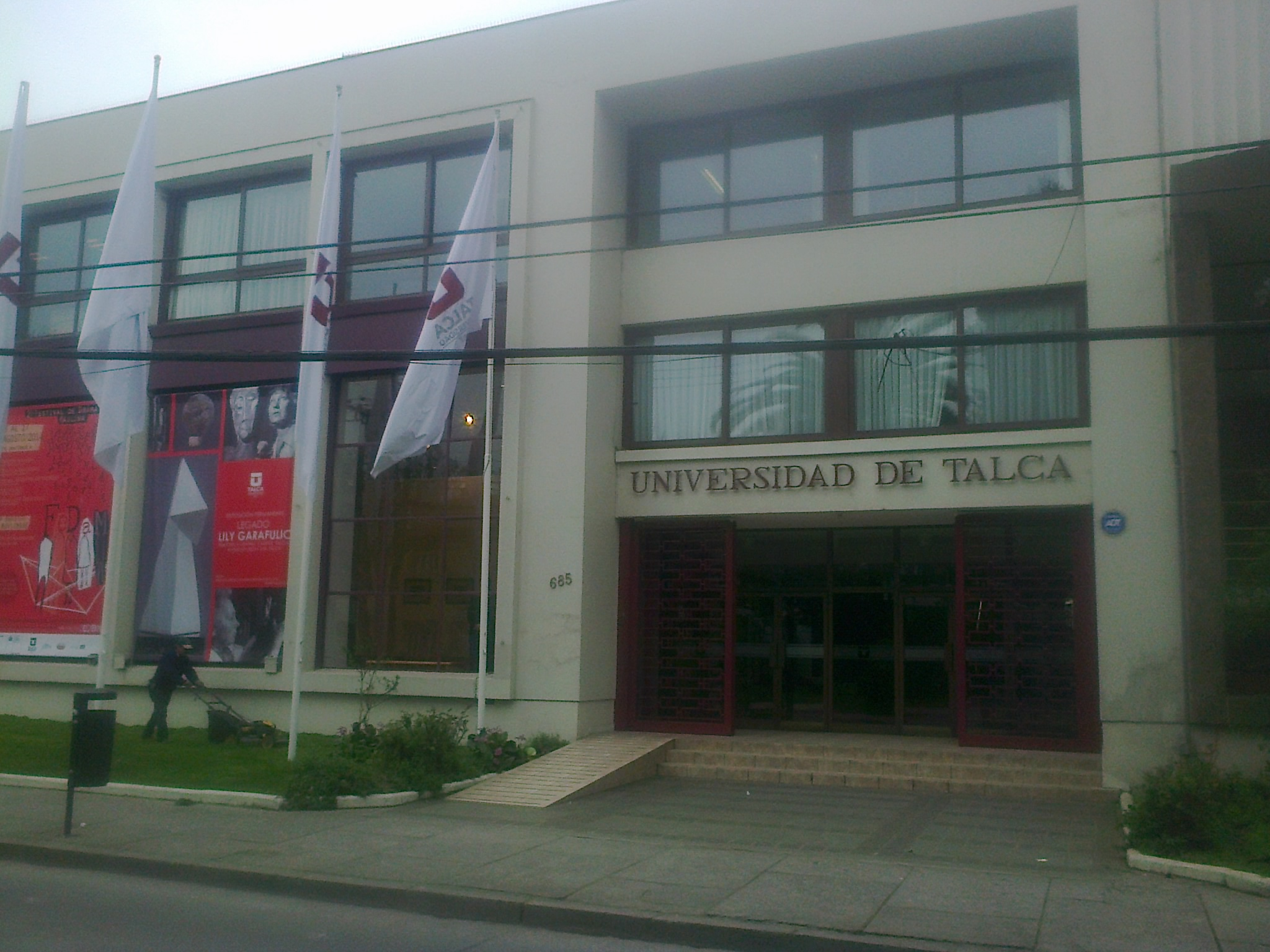
Casa Central da U. de Talca.

- Faculdade de Administração de Empresas
- Faculdade de Engenharia Florestal
- Faculdade de Direito e Ciências Sociais
- Faculdade de Engenharia
- Escola de Psicologia

Escolas
- Escola de Eng. Em Bioinformática
- Escola de Arquitetura
- Escola de Design
- Escola de Música
- Escola de Medicina

### Campus
- Casa Central
- Campus Talca
- Campus Curicó
- Campus Santiago
- Campus Linares
- Instituto Tecnológico Colchagua